# 왕리 (진나라)
왕리(王離, ? ~ ?)는 중국 진나라(秦)의 장군이다. 전국 시대 말기에 활약한 진나라의 명장 왕전의 손자이자 왕분의 아들이다. 진 시황제 시기에 무성후의 작위를 받았고, 진 이세황제 시기에 변경 수비의 책임자가 되었다가 다시 반란 진압에 동원되었으나 거록 대전에서 항우에게 패하여 포로가 되었다.

## 생애

### 진시황 시대
왕리는 진나라의 명장 왕전의 손자였다. 정확한 시기는 알 수 없으나 진 시황제 시기에 무성후(武城侯)의 작위를 받았다.
기원전 219년(진시황 28), 진 시황제가 낭야(琅邪)를 순행할 당시에 아버지인 통무후(通武侯) 왕분 등과 함께 황제를 수행하였다.
기원전 210년(진시황 37), 상군(上郡)에서 북쪽의 변경을 수비하던 장군 몽염의 부장으로 있었으나, 진 이세황제가 즉위하여 몽염의 직위를 빼앗자 그를 대신하여 변경 수비를 맡았다.

### 진이세 시대
기원전 208년(진이세 2) 후9월, 왕리는 장한의 명령에 따라 섭간(涉閒)과 함께 진나라에 반란을 일으킨 조나라의 왕인 조헐과 재상 장이를 거록(鉅鹿)에서 포위하였다.
기원전 207년(진이세 3) 10월, 왕리는 동군위(東郡尉)와 함께 패공 유방에게 패하였다.
그해 12월, 초나라의 항우가 거록에 고립된 조헐과 장이를 구원하기 위해 장하(漳河)를 건너 왕리를 포위하였다. 왕리는 항우와 9번을 싸워웠으나 모두 패하고 보급로마저 끊어지고 말았다. 그리고 다음달인 1월, 왕리는 항우에게 사로잡혀 포로가 되었는데, 이 전투를 거록대전이라 한다. 
항우에게 패하여 포로가 된 이후로 왕리의 행적은 기록이 없어서 알 수 없다.

## 일화
왕리가 처음 조나라의 반란군을 진압하기 위해 거록성을 포위했을 당시에 어떤 사람이 "왕리는 진나라의 명장(名將)이다. 이제 장차 강력한 진나라의 군대를 거느리고 새로 세워진 조나를 공격할 것이니 반드시 이길 것이다."라 하였다. 그러자 다른 객(客)이 말하기를, "그렇지 않다. 무릇 장수가 3대를 이어가면 반드시 패하게 된다. 왜 반드시 패하는가? 필시 죽이고 정벌한 사람이 많으므로 그 후손에게 상서롭지 못한 일이 닥치기 때문이다.  지금 왕리가 3대째 장군이다."라 하였다. 그로부터 얼마 후에 왕리는 정말로 항우에게 패하여 포로가 되고 말았다.